# طابية الدراويش
طابية الدراويش هي طابية تقع على بعد 20 كم جنوب واحة باريس بالصحراء الغربية، وهي الناجية من خمس طوابي بُنيت خلال القرن التاسع عشر على يد اليوزباشي خليل حمدي أفندي، حكمدار واحة باريس. وذلك لحماية الواحة وطريق درب الأربعين من الغارات.

## التاريخ
بُنيت الطابية إثر الإغارات التي شنها المهديون (الدراويش) من السودان على واحة باريس والذين وصلوا إليها في أول أغسطس 1893 وعنهم أخذت الطابية اسمها.

## الوصف
شُيدت الطابية على مسقط مربع من أسفل يضيق كلما أصبح الاتجاه إلى أعلى، وتبلغ مساحتها من أسفل حوالي (5×5م) ومن أعلى حوالي 3×3 م، ويصل ارتفاعها إلى حوالي 10 م، ويبلغ إجمالي مساحتها 47.60 م2. وهي مبنية على مصطبتين من الطوب يبلغ ارتفاع السفلى منها 50 م وطولها حوالي 33.80 م، وبعرض يصل إلى 22.60 م، والمصطبة العليا تبلغ نفس ارتفاع السفلى، ولكنها أقل منها في المساحة، ويمكن الوصول إليها من خلال درجين سلم بكل منهما درجتي سلم في الجزء الشمالي الغربي من المصطبة الأولى.
يوجد درج السلم بجوار الجدار الشرقي للحجرة الأولى والذي يقود إلى الطابق الأول للطابية. وعقب النهاية الجنوبية لهذا الدرج توجد مساحة مربعة جدرانها الشرقية والجنوبية لها فتحتي باب، تقود فتحته الجنوبية إلى داخل الطابق الأرضي للطابية، وسطح الطابية مهدم ومتداعٍ، ومحاط بسور سمك جداره نصف متر وارتفاعه متر واحد، وفوقه نجد صفاً من الشرفات المستطيلة يبلغ عرضها 0.48 م وارتفاعها 0.40 م، وخلفها نجد ممراً لسير عسكر الحامية عرضه 0.30 م.
ومن بين ملحقات الطابية حجرتين مستطيلتين أُضيفتا لاحقاً لها، أكبرهما يبلغ طولها 6.10 م وعرضها 3.60 م، أما الصغرى فطولها 1.50 م وعرضها 1.30 م وهما مسقوفتان بأفلاق من الدوم، وعيدان وسعف النخيل، وهذه الملحقات ربما كانت تُستخدم كمستودع للأسلحة أو كثكنات لحامية الطابية.
وقد استُخدم الطوب اللبن في بناء الطابية، وسُقف كلًا من طابقيها بسعف جريد النخل وجذوعه وأفلاق الدوم، ما كان له أسوأ الأثر على مبنى الطابية من حيث تأثير حشرة الأرضة.